# La casa sul fiume
La casa sul fiume (Guinguette) è un film italo-francese del 1959 diretto da Jean Delannoy.

## Trama
Renata, detta Guinguette, è una ex prostituta che ha deciso di cambiare vita e di aprire con i suoi risparmi una piccola locanda in campagna. Per farsi aiutare, porta con sé l'amica Giulia e sua figlia Marisa che, nonostante la giovane età, è già cinica e maliziosa. Il primo cliente che arriva è Marco, un giovane che si presenta come commerciante di automobili, e che le propone di utilizzare una rimessa accanto alla locanda per le vetture destinate alla vendita. In realtà le auto sono rubate e Marco fa parte di una banda che ha scelto questo villaggio di campagna proprio per poter tenere le auto al sicuro senza dare nell'occhio.
Guinguette finisce per innamorarsi di Marco, ma Marisa fa di tutto per separarli, perché anche lei si è innamorata del giovane e vorrebbe soffiarglielo. Intanto arriva la polizia che, avendo scoperto il cadavere di un uomo, si è messa alla ricerca della sua automobile, che è stata di recente rubata proprio dalla banda di Marco. Marisa, che ha trovato nell'auto un documento del morto, ricatta tutti minacciando di avvertire la polizia, ma la mattina dopo viene trovata morta nelle acque del fiume. Giulia, sua madre, viene interrogata e rivela che fra lei e la figlia c'era stata un'animata discussione, in seguito alla quale Marisa, tentando di colpirla, è caduta in acqua ed è affogata. 
A questo punto i poliziotti costringono Giulia a seguirli a Parigi. Marco decide di lasciare l'attività disonesta e unirsi a Guinguette.